# Wederath
Wederath ist ein Dorf im Hunsrück und ein Ortsbezirk der verbandsfreien Gemeinde Morbach im Landkreis Bernkastel-Wittlich in Rheinland-Pfalz.

## Geographie
Wederath liegt nördlich der Hunsrückhöhenstraße.

## Geschichte
Am 31. Dezember 1974 wurde der bis dahin selbstständige Ort Wederath in die neu gebildete Gemeinde Morbach eingegliedert.

## Politik
Wederath ist gemäß Hauptsatzung einer von 19 Ortsbezirken der Gemeinde Morbach. Er wird politisch von einem Ortsbeirat und einem Ortsvorsteher vertreten.
Der Ortsbeirat von Wederath besteht aus fünf Mitgliedern, die bei der Kommunalwahl am 9. Juni 2024 in einer Mehrheitswahl gewählt wurden, und dem ehrenamtlichen Ortsvorsteher als Vorsitzendem.
Friedhelm Schneider wurde am 3. September 2024 Ortsvorsteher von Wederath. Bei der Direktwahl am 9. Juni 2024 hatte er sich mit einem Stimmenanteil von 58,12 % gegen den bisherigen Amtsinhaber durchgesetzt.
Sein Vorgänger Dieter Blatt hatte das Amt seit 2014 ausgeübt.

## Kultur und Sehenswürdigkeiten
Zwischen Wederath und der Hunsrückhöhenstraße befindet sich der Archäologiepark Belginum, ein archäologisches Museum. Das Museum zeigt Funde der bedeutenden eisenzeitlichen Gräberfelder von Wederath und das Alltagsleben der provinzialrömischen Bevölkerung im antiken Belginum, einer an der Hunsrückhöhenstraße gelegenen römischen Siedlung (Vicus).